# Florentin Matei
Florentin Matei (ur. 15 kwietnia 1993 r. w Bolintin-Vale) – rumuński piłkarz, grający na pozycji pomocnika.

## Kariera piłkarska

### Kariera klubowa
Wychowanek klubu Steaua Bukareszt, w którym w 2006 rozpoczął karierę. Najpierw występował w drugiej drużynie, dopiero 16 maja 2010 debiutował w pierwszej drużynie Steaui. Jesienią 2010 został wypożyczony do Unirei Urziceni, w którym rozegrał 7 meczów. Na początku 2011 pozostał bez klubu, dopiero latem 2011 r. trafił do AC Cesena, klubu grającego we włoskiej Serie B. Bronił barw tylko drużyny Primavera. Latem 2012 opuścił włoski klub. 23 września 2013 jako wolny agent zasilił skład ukraińskiej Wołyni Łuck. 2 lutego 2016 przeszedł do HNK Rijeka.

### Kariera reprezentacyjna
Występował w juniorskich reprezentacjach U-17 i U-19.

## Sukcesy

### Klubowe
HNK Rijeka
- Mistrzostwo Chorwacji (1): 2016/17
- Puchar Chorwacji (1): 2016/17